# Polenta (Bertinoro)
Polenta è una frazione del comune di Bertinoro nelle prime colline cesenati che si affacciano sulla pianura. La frazione sorge circa 3 km a sud del capoluogo, sul crinale che da Monte Cavallo digrada lentamente fino a Monte Casale, ad un'altitudine di 270 metri sul livello del mare.

## Origini del nome
Il toponimo viene ricordato per la prima volta in un documento datato 958, nel quale si trova la citazione usque ad fines Pulentae, cioè "fino ai territori di Polenta". Una seconda citazione è riportata in un documento del 16 aprile 1047, un atto di Corrado II nel quale si trova scritto ...unum castellum qui vocatur Pulenta, "un solo castello che è chiamato Polenta".
Il nome del paese deriva probabilmente da polentia, vocabolo latino, o pollens, di origine longobarda.

## Geografia fisica
Il territorio di Polenta si estende per circa 8 km² lungo il medio percorso del Rio Salso e sul versante sinistro della valle dell'Ausa, torrenti che confluiscono nel Bidente e presenta diverse composizioni geologiche, con una base costituita da strati sedimentari di rocce gessose e calcaree, originatesi all'incirca 5 o 6 milioni di anni fa per innalzamento del fondale marino o lagunare. Il territorio a quei tempi costituiva la zona costiera di un'area marina caratterizzata da bacini chiusi, dall'acqua ricca di sali. Le temperature elevate nel corso dei millenni hanno favorito la sedimentazione continua e progressiva dei sali disciolti, portando alla creazione di formazioni rocciose ad elevato contenuto di calcare, gesso, salgemma e zolfo.
La base calcareo-gessosa affiora non di rado in ampie zone, in particolare sul Monte Pennino e sul Monte della Rocca.
Più spesso gli strati gessosi sono ricoperti da sezioni terrose ad alto contenuto di argilla e di sabbie che si sono originate circa a partire da 3 milioni di anni fa. Strati costituiti da argille sono evidenti nella valle percorsa dal rio Salso dove le acque piovane hanno originato alcune formazioni calanchive, mentre il crinale che si estende tra il rio Salso ed il torrente Ausa prevalgono depositi di sabbie molasse che conferiscono alle colline forme arrotondate.
Numerosi resti fossili descrivono fino ad oggi circa 70 specie vegetali, numerose conchiglie e pesci.
La particolare stratificazione geologica ha permesso la formazione di numerose sorgenti d'acqua di varia origine. Quelle di acqua potabile sgorgano circa 50 - 80 metri più in basso della cresta del crinale, lungo entrambi i versanti dei rilievi collinari che si ergono tra l'Ausa ed il rio Salso. Le fonti sono presenti dall'antichità, influenzando così anche la localizzazione degli insediamenti rurali.

## Storia

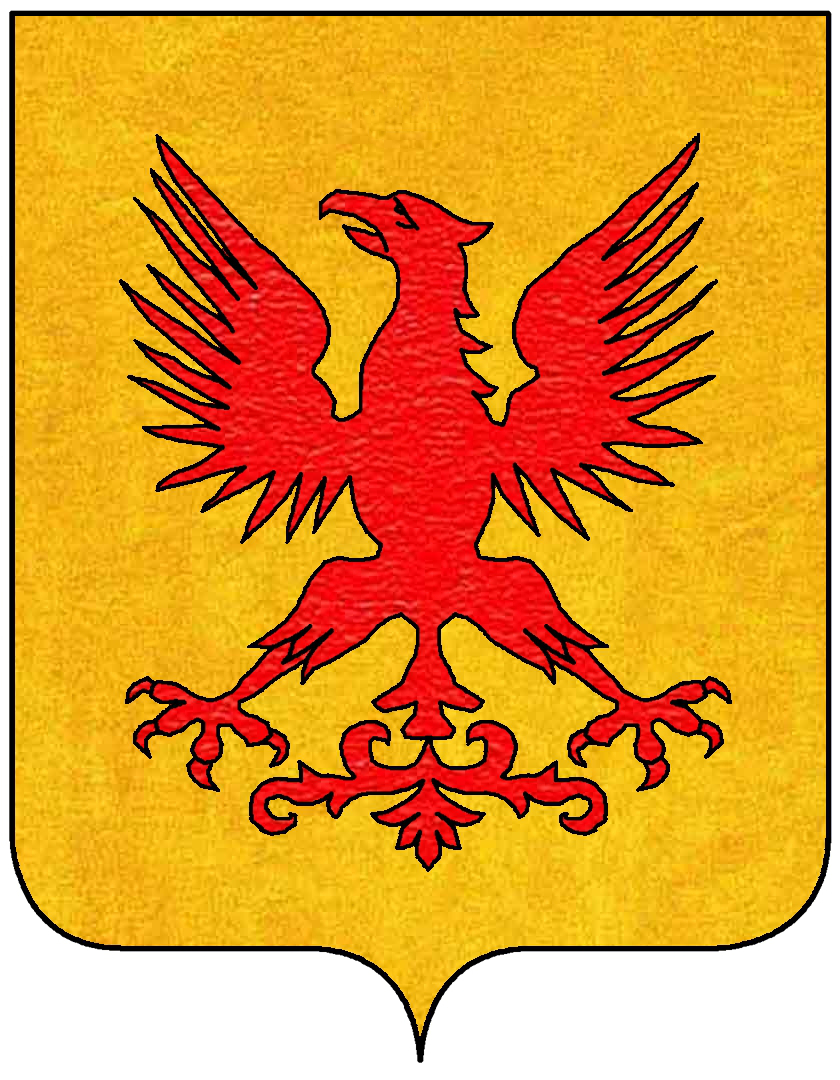
Stemma dei da Polenta

Il territorio era già abitato da popolazioni etrusche, umbre e in seguito dai Galli. Ne sono testimonianza alcuni ritrovamenti archeologici.
Più numerose sono invece le testimonianze lasciate dal mondo romano, come resti di abitazioni, pavimenti mosaicati, tracce di laterizi e cocci di anfore. Sono giunti fino ai nostri giorni i nomi di dieci prediali romani che testimoniano come la zona fosse ampiamente abitata e l'agricoltura fosse radicata.
Fra il XIV ed il XV secolo il territorio di Polenta doveva essere discretamente popolato, in particolare rispetto alle zone rurali circostanti, anche per il prestigio della pieve e dal castello, proprietà della famiglia da Polenta. Si sa infatti che in un'azione militare del 1296 i Cesenati riuscirono a catturare e a rinchiudere nel castello ben 120 prigionieri.  Dalla Descriptio provinciæ Romandiolæ del cardinale Anglico de Grimoard risulta che le zone rurali di Polenta, nel 1371, contano 41 focolari, a cui devono aggiungersi diverse decine, se non forse più di un centinaio, di persone che abitavano nel castello, mentre Tessello, nei pressi, contava 31 focolari, Collinello 14, Fratta 8 e Casticciano 15.
La fortuna del borgo è legata alla potente famiglia dei da Polenta, che valorizzò il proprio territorio d'origine. La caduta in disgrazia della famiglia trascinò con sé anche Polenta. Nel 1443 furono condannati all'esilio gli ultimi discendenti della famiglia, con la confisca dei loro beni. Nello stesso anno il castello ed il territorio di Polenta furono ceduti in enfiteusi a Domenico Malatesta per passare di seguito ai signori di Cesena, Roberto Malatesta nel 1466 e Pandolfo Malatesta nel 1482. Cominciò così ad entrare in disuso e in rovina l'antico castello.
Nel 1500 il territorio entrò a far parte dei domini di Cesare Borgia, ed insieme a Collinello, fu unito al comprensorio di Meldola che, dal 1503 al 1509, fu possesso della Repubblica di Venezia. Nel 1509 il territorio entrò definitivamente a far parte dello Stato Pontificio, seguendone per sempre i destini.
Tra il finire del XV secolo e l'inizio del XVI si costituì un ulteriore accorpamento tra i territori di Meldola, comprendente quindi anche Polenta, e Sarsina che, sotto il controllo papale, prese il nome di Feudo di Meldola che sopravvisse fino al 1797. Il Feudo rimase assegnato, per volontà del pontefice, dal 1518 al 1597 ai Principi di Carpi, di seguito ai Principi Aldobrandini fino al 1647 ed ai Pamphili fino al 1769 dopoché fu governato direttamente dal pontefice.
Nel 1797, con l'arrivo delle truppe francesi, il feudo contava 25 000 abitanti. Polenta fu assegnata al distretto di Teodorano e, dopo il 1815, divenne un appodiato al comune di Bertinoro e, con l'Unità d'Italia, venne assegnata definitivamente al comune di Bertinoro.

## Monumenti e luoghi d'interesse
Pieve di San Donato
Il primo documento che cita la presenza della Pieve di San Donato è datato 911.
Non esistono documenti certi coevi all'edificazine della Pieve, ma diversi segni ne mostrano l'origine longobarda. La chiesa custodisce ancora molte parti della costruzione originale (colonne, capitelli, cripta) della fine del IX secolo e fu rimaneggiata alla fine del XVIII secolo e alla fine del XIX secolo, quando fu costruito il campanile (1898). Di particolare interesse all'interno sono i capitelli, che sovrastano le colonne laterali a destra della navata centrale.
La pieve fu resa celebre dalla poesia La chiesa di Polenta di Giosuè Carducci. 
Negli anni 2009-2012 si sono svolti importanti lavori di restauro, guidati dall'architetto forlivese Roberto Pistolesi..
La torre
Nella frazione è presente e visitabile una torre con annessa parte del castello dei signori Da Polenta, il cui primo documento, che ne cita la presenza, è del 1031.

## Cultura

### Eventi e ricorrenze
Sul sagrato della Pieve di San Donato si celebra annualmente, il primo sabato dopo la Festa dell'Ospitalità, il Raduno Carducciano.

## Economia
La popolazione si è sempre retta sull'agricoltura, fonte primaria di sussistenza per la piccola comunità rurale sebbene gli affioramenti di rocce ricche di minerali abbiano fornito utili alternative per lavoratori del territorio.

### Le cave di gesso
La presenza di formazioni gessose, sia affioranti che a poca profondità dalla superficie, ha da sempre favorito la produzione di gesso per l'edilizia, fornendo una via di sussistenza per la popolazione. Le ultime cave di gesso, presso Palazzo Zaccherini, rimasero attive fino alla seconda guerra mondiale. Il minerale estratto veniva trasportato con carri o a dorso di mulo nella località Molino del gesso, presso il quale avveniva la macinazione e la cottura.
Tracce delle cave sono ancora visibili presso alcuni appezzamenti di terreni, come presso Monte Pennino.

### Le miniere di zolfo
Numerose zone dell'Appennino sono costellate da affioramenti di minerali di zolfo, sfruttati fino dai tempi più antichi, come avvenuto per Predappio e maggiormente per Cesena. Anche nel territorio polentano si sono sempre avuti locali affioramenti di zolfo e attività di estrazione.
Un documento datato 1488 accenna al Fondo Falerna chiamato anche Brusadeza, espressione nel dialetto locale che si può tradurre come bruciaticcia, in riferimento al colore del terreno, rosso scuro, che contiene i residui del processo di fusione della pietra solfiera. Ciò fa pensare che già da tempo, in quel fondo, si fosse installato un forno per la lavorazione dello zolfo.
Per molti secoli, e per buona parte dell'Ottocento, l'estrazione dello zolfo avveniva solo per le rocce che si trovavano a pochi metri dalla superficie, mentre era proibitivo addentrarsi nel sottosuolo a profondità maggiori. L'estremo sfruttamento delle miniere causò l'impoverimento delle cave, che finirono in disuso a partire dall'Ottocento.
Nella seconda metà del XIX secolo però la meccanizzazione permise di addentrarsi nel terreno, e venne riaperta un'antica miniera che prese il nome di Polenta I della quale non rimangono oggi che pochi segni di brusadeza.
A sud del Monte Pennino, ai confini del territorio polentano, si aprì una nuova miniera, rimasta in funzione fino alla seconda guerra mondiale. Di tali attività oggi restano poche tracce e un'imboccatura di aerazione a valle del Rio Salso.